# Усть-Урень
Усть-Урень — село в Вальдиватском сельском поселении Карсунского района Ульяновской области.

## География
Расположено на левом берегу реки Урень в 94 км западнее Ульяновска. Рядом, южнее села, проходит автомобильная дорога федерального значения Р178 (Саранск) — Сурское — Ульяновск — Димитровград — (Самара).

## История
Основано в 1650 году как Устереньская Новобарышская слобода (Устерень, затем — Усть-Урень), сотней конных казаков во главе с Фёдором Трёхшубиным, прибывших из города Уренска, для охраны юго-восточных рубежей Русского государства, на Симбирской черте.
После постройки в 1652 году церкви в честь Рождества Христова с пределом в честь Покрова Пресвятой Богородицы село стало называться — Рождественское. Закрепившееся затем за селом название Усть-Урень отражает особенность расположения села — у места слияния рек Барыш и Урень. Это место называлось раньше Лукой, что нашло отражение в старом названии одной из улиц села — Луковский конец.
Через село проходил Московский тракт.

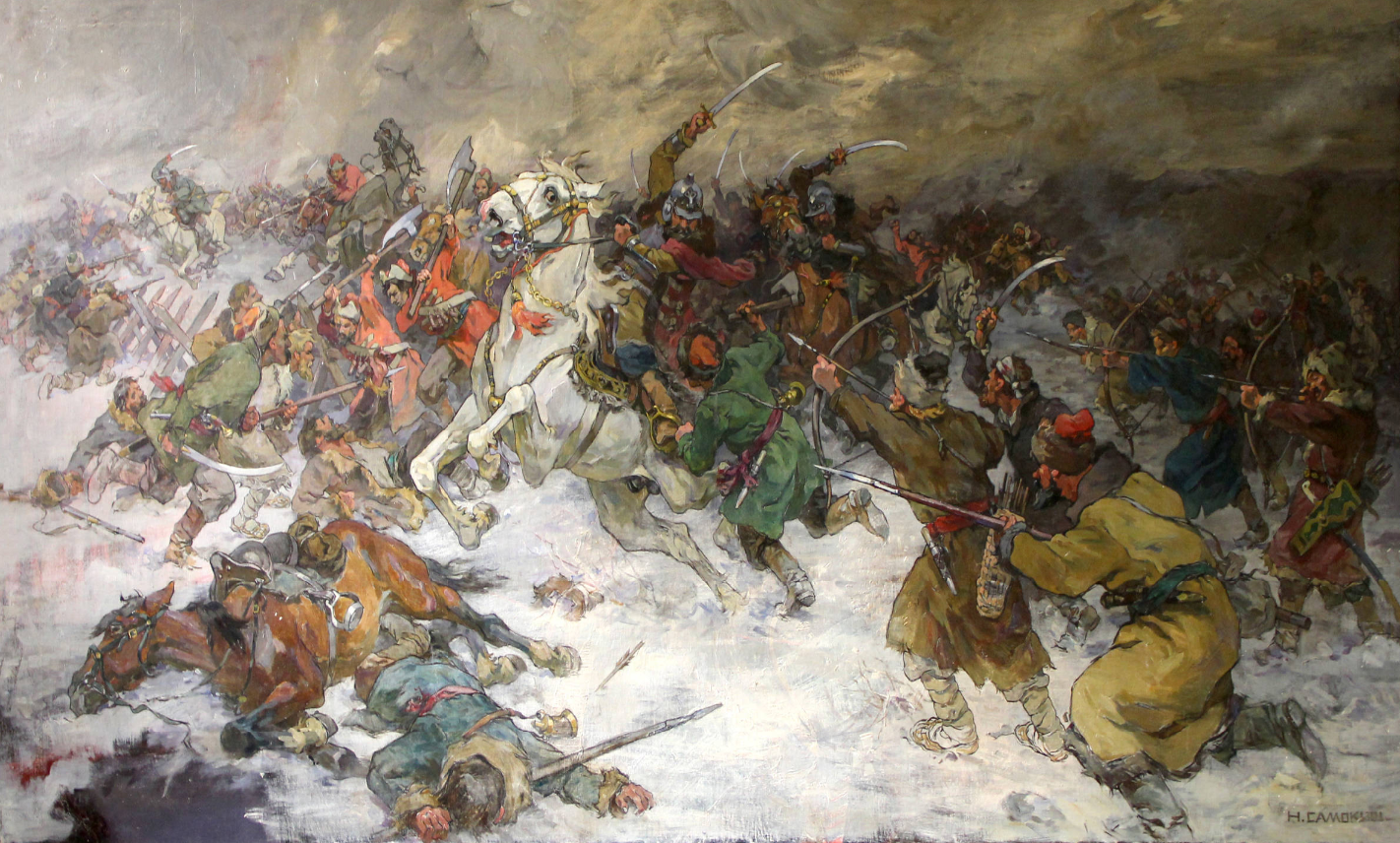
Самокиш, Николай Семёнович — «Бой разинцев с правительственными войсками».

13 ноября 1670 года у села произошло сражение между остатками армии Степана Разина — крестьянско-казачьими отрядами, отступавшими от Симбирска, и правительственными войсками под командованием князя Барятинского. Здесь сосредоточились крупные силы разинцев. Как докладывал впоследствии Барятинский царю: узнав, что Усть-Уренская слобода занята «воровским ертоулом», «подступил» к ней с войском и после осады «воров тех побил и обоз взял, до 11 пушек, до 24 знамени». По донесению победителя, «на поле, в обозе и в улицах слободы за трупами нельзя было и проехать, а крови пролилось столько, как от дождя большие ручьи потекли». По приказу князя здесь же казнили пленных казаков, а также «заводчика» — попа села Никитино. Эта победа произвела такой страх и «плач неутешимую» «между бунтовщиками», что из Карсуна, Тальского и других острогов Карсунской черты к князю немедленно являлись челобитчики и изъявили безусловную покорность.
После перевода царским указом казаков с семьями на службу в Азов в 1697 году, опустевшие усадьбы и земли перешли во владение думного дьяка Н. Зотова, воспитателя царя Петра I. Образовалось крупное имение, которым стали распоряжаться сыновья Зотова.
В 1708 году пригород Уренск вошёл в состав Симбирского уезда Казанской губернии (1708—1781).
Жители села приняли активное участие в крестьянско-казачьей войне 1773—1775 гг., а в октябре 1774 году наблюдали, как по Московскому тракту через село везли в Москву под конвоем предводителя — Е. И. Пугачёва.
В 1780 году село Устерень вошло в состав Котяковского уезда Симбирского наместничества.
В 1796 году село вошло в состав Карсунского уезда Симбирской губернии.
В 1805 году дворянами Кротковыми в селе открывается суконная мануфактура по выпуску серого армейского сукна.
В 1810 году на средства помещика Стефана Стефановича Кроткова в центре села была построена каменная церковь. Престолов в ней было три: главный престол — в честь Рождества Христова; в одном приделе — во имя Святителя Стефана, Сурожского Чудотворца, и в другом приделе — во имя святой мученицы Агафия.
В Отечественную войну 1812 года усть-уренцы оказывали посильную помощь провиантом и лошадьми кавалерийскому полку, формировавшемуся в Карсуне, а некоторые из жителей села ушли служить в Симбирское народное ополчение.
В 1859 году в селе действовали конный завод, суконная фабрика, 2 церкви.
В 1861 года по начала XX века Усть-Урень являлся волостным центром, а в селе располагалось волостное правление.
После крестьянской реформы Александра II в 1861 году, в селе началось расслоение освобожденных от крепостной зависимости крестьян. Некоторые из разбогатевших сельчан, как, например, И. Г. Захаров, перешли в купеческое сословие. Всего в селе насчитывалось до 40 богатых крестьянских семей. Однако основная масса крестьян бедствовала. Выручала работа по найму на суконной мануфактуре.
В 1866 году в Усть-Урене появилась школа, которую в 1870 году посетил с инспекцией И. Н. Ульянов.
К 1880 году в селе появилось несколько красилен и лавок, вальцевая мельница на реке Барыш и винокуренный завод.
Основными занятиями жителей села до 1917 г. были земледелие и домашние промыслы. На продажу устьуренцы делали «прочные колёса».
Во второй половине XIX века в Усть-Урене собирал фольклор известный русский фольклорист П. В. Шейн (1826—1900). В то время в селе жил один из лучших сказителей Карсунского уезда Н. Картавенко. Собранные П. В. Шейном в Усть-Урене материалы (в общей сложности 40 фольклорных произведений) были опубликованы в сборнике «Русские народные песни».
Во второй половине XIX века суконную фабрику покупает купец Г. А. Кузнецов, после чего она начинает быстро развиваться. В начале XX в. усть-уренская суконная фабрика принадлежала купцу М. М. Кузнецову, который в 1900 году перестроил её и совместно с родственниками Я. А. и Г. А. Кузнецовыми основал торговый дом «М. М. Кузнецов». Распорядителем дел в нём стал Григорий Андреевич Кузнецов. В 1905 году в селе прошли забастовки на суконной фабрике, винокуренном заводе и мельнице. Особенно «бунтовали» на фабрике Кузнецова — хозяин перед этим снизил расценки, установил 12-часовой рабочий день, усилил штрафы и стал задерживать зарплату рабочим.
В 1909 году рабочие фабрики снова объявили забастовку, а в жалобе, посланной губернатору, писали, что зарплата выплачивается три раза в год, а не ежемесячно, да и той на еду не хватает; что рабочий день длится по 17 часов и более. «Натужно, много работают женщины и комнату подмести некогда, и ходят измученные, изнурённые, и много попадают в машины». Рабочие жаловались на высокие штрафы, отсутствие праздничных и выходных дней, плохое питание в столовых. «Щи варят с гнилым мясом, которое собаки не едят. Хлеб не сеют, со всей соломой и прутьями пекут. Кашу варят с маслом постным, а оно пополам с керосином было весь Великий пост». Жалоба рабочих получила огласку на всю губернию, и на фабрику приезжала специальная комиссия.
В 1910 году крестьянам села принадлежало 1738 десятин земли — каменистого суглинистого чернозёма. 130 хозяйств относились к безлошадным. Из сельскохозяйственной техники в селе было всего лишь 3 молотилки и 3 веялки.
В 1912 году на фабрике насчитывалось 279 работающих.
В марте 1912 года в ответ на протесты рабочих владелец фабрики М. М. Кузнецов жестоко избил ткача Маслова и с помощью полиции выселил рабочих из фабричного жилья.
С началом Первой мировой войны ввиду мобилизации мужского населения на фронт на предприятиях Усть-Уреня широко применялся женский и детский труд, ужесточился режим работы. В 1916 году, во время очередной мобилизации, собравшиеся со всей волости на мобилизационном пункте мужики взбунтовались, собрались у волостного правления и потребовали прекращения войны с Германией и хлеба.
После октября 1917 года практически все предприятия Усть-Уреня были закрыты. Спасаясь от революционной стихии, Григорий Андреевич Кузнецов оказался в Иркутске. Здесь он обнаружил на местных таможенных складах большое количество хлопковой и шерстяной пряжи и решил устроить ткацкую фабрику, а впоследствии превратить её в суконную. Он разыскал необходимые для дела ручные ткацкие станки, а деньги, пять тысяч иен, предоставило Волжское товарищество пайщиков, в котором состояли бывшие симбирские предприниматели, а теперь эмигранты: братья Карповы, Першины, Ценины, Мельников и другие. Председателем временного правления Волжского товарищества пайщиков был избран Григорий Андреевич Кузнецов.
Один из пайщиков, Владимир Петрович Аничков, написал впоследствии в своих мемуарах: «Я знал, что Григорий Кузнецов — человек без особых нравственных устоев, но, отделяя этику от дела, был уверен, что в его опытных руках дела Волжского товарищества наладятся… С большими хлопотами за сходную плату нашли в арендное пользование казённый каменный сарай на Егершельде. Станки установили. Нашлись ткачи — корейцы и китайцы. Фабрика была пущена в ход. На ней вырабатывалась плотная бумажная чёрная материя в белую полоску. Спрос на материю был приличный, и все говорило за успех… Не прошло и двух-трёх месяцев, как рынок насытился нашим товаром, и дело остановилось. Кузнецов …потихоньку продал станки, захватил товар, пряжу и пропал без вести, увезя и всю наличность нашей кассы… Григорий Кузнецов разыскался в Харбине. Несмотря на то, что ему посчастливилось найти наивного человека, купившего у него за десять тысяч иен половинное владение симбирской фабрикой, он не вернул присвоенные деньги, принадлежавшие нашему фабричному делу. Вскоре Кузнецов скончался от рака желудка».
В январе-феврале 1918 г. создаются местные волостной и сельский Советы, взявшие на себя всю полноту власти в волости и на селе.
В 1919 г. в селе создана комсомольская организация из 15 членов.
В 1929—1930 гг. в Усть-Урене на базе суконной фабрики Кузнецова организовано артельное производство приводных ремней и пожарных рукавов (отделение Лавинского конезавода). Тогда же в селе появился частный кирпичный завод, где работало 4 человека, организованы два колхоза — им. Ворошилова и «Красный партизан», которые в 1934 г. объединились в один колхоз «Новый путь». Через год, в 1935 г., в селе организуется ещё один колхоз — «Новый мир».
С 1936 по июль 1937 года священником Христорождественской церкви села служил Иринарх (Павлов).
В Великую Отечественную войну около 160 устьуренцев погибли на полях сражений; они поимённо занесены в областную «Книгу Памяти».
В послевоенные годы артель преобразовалась в фабрику пластмассовых изделий, в цехах которой трудились около 300 рабочих, а винокуренный завод — в маслосырзавод.
В 1960 г. колхоз «Новый путь» вошёл в состав вновь образованного совхоза «Языковский» и стал его отделением.
В 1963 г. совхоз «Языковский» был разделен, и Усть-Уренское отделение вместе с Белозерским вошло в состав совхоза «Уренский», который в 1965 г. тоже был разделен, и появилось новое хозяйство — совхоз «Усть-Уренский». При этом совхозе село получило новый импульс развития, была построена новая улица с каменными одно- и двухквартирными домами, здания детсада, СДК, котельная, водопровод. На улицах села появился асфальт. На фермах содержалось 1600 голов КРС, в том числе 400 коров.

## Население
| 2010 |
| ---- |
| 733  |

## Инфраструктура
Имеются детский сад, средняя общеобразовательная школа, устроенная в бывшем храме и доме Кузнецовых, сельский дом культуры, фельдшерско-акушерский пункт, почтовое отделение связи, придорожное кафе., хлебокомбинат, четыре магазина.

## Известные уроженцы
- Добрынин Пётр Семёнович (1877—1948) — художник, ученик И. Репина, В. Савицкого и Ф. Рубо, сподвижник Д. И. Архангельского[6];
- Варакин, Николай Григорьевич (1912—1945) — Герой Советского Союза.
- Сытин, Осип Михайлович

## Достопримечательности
На государственном учёте как объекты культурного наследия состоят следующие памятники истории и культуры:
- Усть-Урень (усадьба) — «Дом фабриканта Кузнецова», кон. XIX в. Двухэтажный каменный дом, выстроенный в русском стиле, расположен в центре села. Особый интерес представляют кованые украшения на крыше дома: стилизованные «Жар-птицы», «драконы» и др.[7][8][9][10][11][12][13][14][15]

Перед главным фасадом дома Кузнецовых располагался каменный храм. По воспоминаниям местных жителей, во время крупных церковных праздников для Кузнецовых шедших на богомолье, дорогу от крыльца дома до входа в церковь устилали коврами. В Советское время церковь разрушили, а на её месте установили памятник землякам, погибшим в годы Великой Отечественной войны;
- «Производственный корпус суконной фабрики М. М. Кузнецова», 1805 г. — нач. XX в.
- «Дом жилой при фабрике», кон. XIX в.
- «Дом жилой крестьянина Утехина», кон. XIX в.
- «Дом жилой купеческий», кон. XIX в
- «Дом зажиточного крестьянина», кон. XIX в.
- «Дом жилой зажиточного крестьянина», кон. XIX — нач. XX в.
- Курганная группа «Усть-Урень», II тыс. до н. э. (?). В окрестностях села.
- Курган «Усть-Урень», II тыс. до н. э. (?). В окрестностях села.
- Поселение «Усть-Урень», VI—VII вв. Именьковская культура. Берег реки Урень.

Кроме того:
- На центральной площади села расположен открытый в мае 1968 г. обелиск, посвящённый односельчанам, погибшим в Великой Отечественной войне;
- через село проходит участок Московского тракта, с частично сохранившейся инфраструктурой.

## Галерея усадьбы

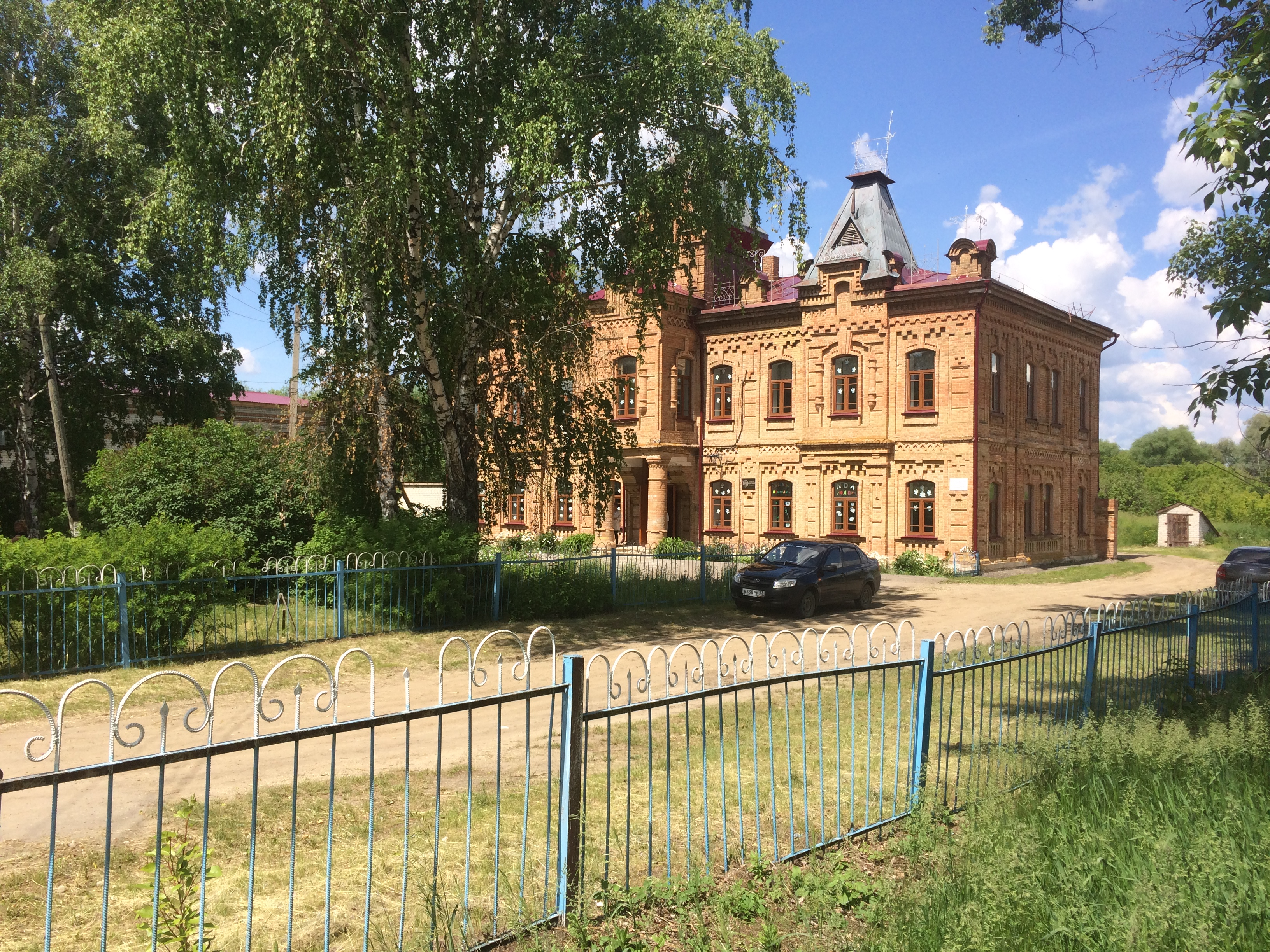
Главный дом усадьбы Г.А. Кузнецова в селе Усть-Урень. Кон. 19 в.
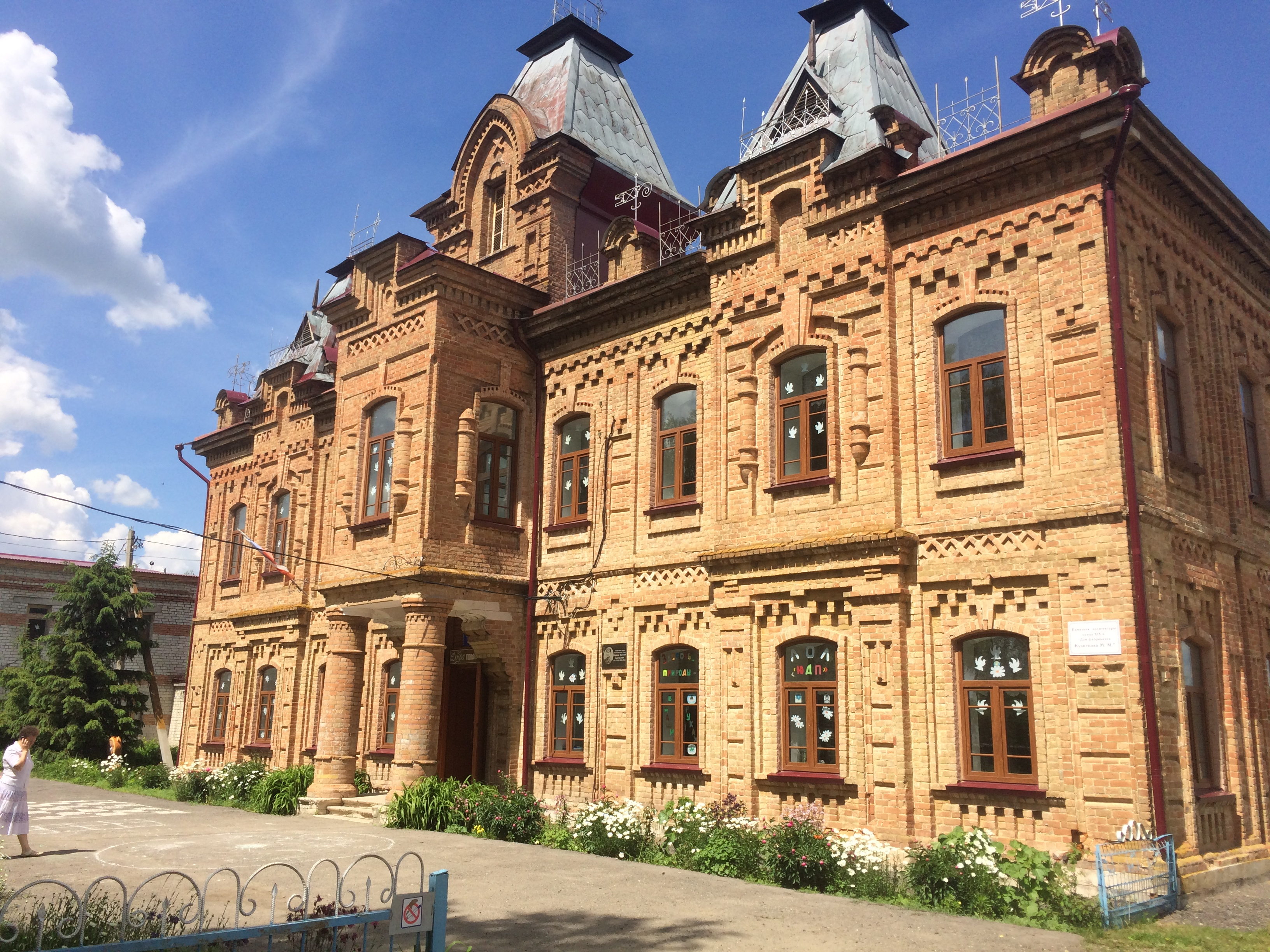
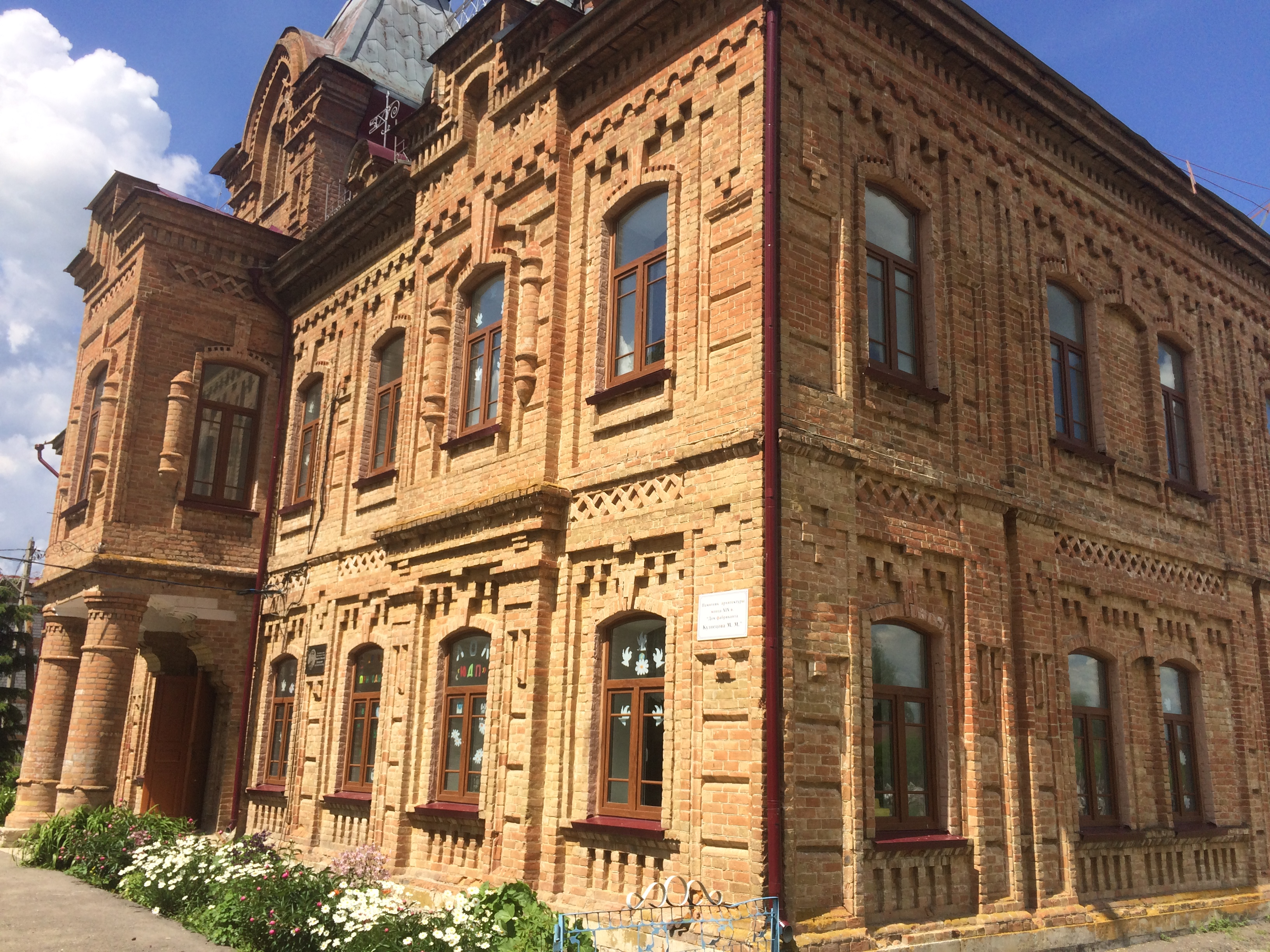
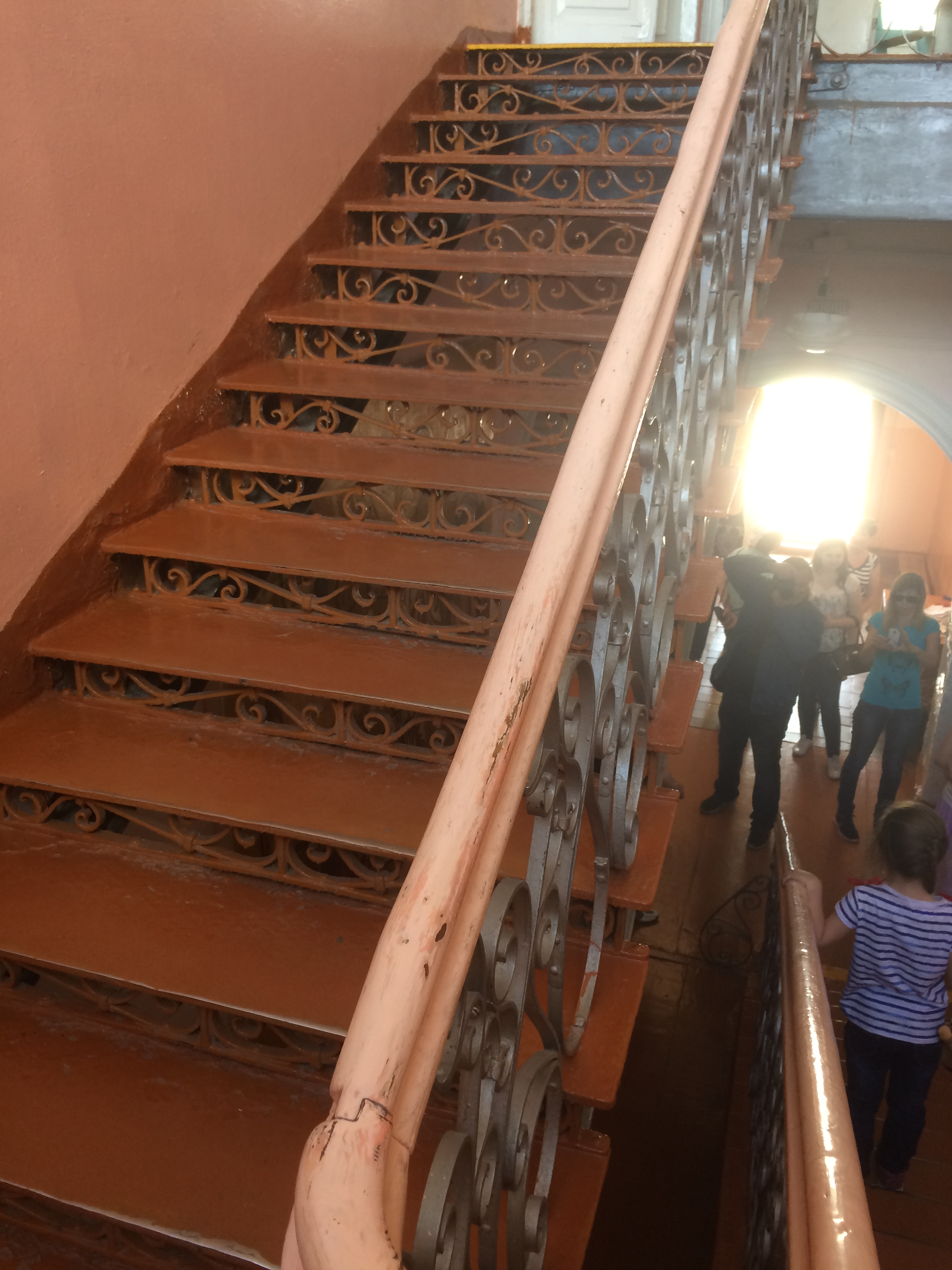

## Природные достопримечательности
- пруд «Берёзовый край» (платная рыбалка), северо-восточнее села
- живописные долины рек Урень и Барыш;
- меловые горы, севернее села;
- Родник, святой источник святителя Николая Чудотворца[17].